# (38429) 1999 RX231
1999 RX231 (asteroide 38429) é um asteroide da cintura principal. Possui uma excentricidade de 0.11522260 e uma inclinação de 10.18678º.
Este asteroide foi descoberto no dia 9 de setembro de 1999 por LONEOS em Anderson Mesa.